# Nelly Maes
Nelly Sidonie Leona Maes (Sinaai, 25 februari 1941) is een voormalig Belgisch politica. Het overgrote gedeelte van haar politieke carrière was ze actief bij de Volksunie, de partij waarmee ze ook verkozen werd voor haar parlementaire mandaten. Nadat de partij uiteenviel, sloot ze zich aan bij Spirit. In 2010 verliet ze de politiek. In 2024 keerde ze terug als Europees lijstduwer van de partij Voor U.

## Levensloop

### Jeugd en beginnende carrière
Ze werd geboren als oudste in een traditioneel katholiek en Vlaamsgezind landbouwersgezin met zes kinderen. Ze studeerde in 1960 af als regentes Nederlands en geschiedenis aan de normaalschool van de Onze-Lieve-Vrouw Presentatie in Sint-Niklaas. In 1960, op haar negentiende, stond ze voor de eerste maal voor de klas als lerares geschiedenis en Nederlands aan het Instituut Berkenboom Humaniora te Sint-Niklaas, hetgeen ze zou blijven tot in 1971. Ze werd getekend door haar jeugd. Haar vader was veehouder, maar balanceerde op de afgrond van de armoede. Doordat zij uit ging werken, kon haar vader het bedrijf blijven runnen.
Daarnaast was ze actief bij het Davidsfonds en de Stichting Lodewijk de Raet en was ze tot 1964 leidster bij de Chiro. Door activiteiten die hieraan gekoppeld waren, kwam ze in contact met het Leuvense studentenleven en de actie Leuven Vlaams. Zelf stelt ze deze gebeurtenissen centraal in de ontwikkeling van haar politieke ideeën. Vanaf 1964 was ze landelijk ondervoorzitster van het Jong-Davidsfonds en tot 1968 was ze tevens redactielid van Jong, het tijdschrift van het Jong-Davidsfonds.

### Volksunie
Nadat ze gehuwd was in 1965 vestigde ze zich met haar echtgenoot in Sint-Niklaas. Daar woonde ze een meeting van de Volksunie bij en twee jaar later werd ze lid van deze partij. Tevens ging ze zich engageren binnen de Vlaamse Volksbeweging, waar ze Maurits Coppieters leerde kennen, Kamerlid en rijzende ster binnen de Volksunie. Bij de parlementsverkiezingen van maart 1968 stond ze voor de eerste maal op de VU-Kamerlijst voor het arrondissement Sint-Niklaas, op de onverkiesbare tweede plaats na Maurits Coppieters. Vervolgens stond Maes aan de wieg van de Volksuniejongeren en van 1969 tot 1972 was ze nationaal voorzitter van VUJO. Zo kreeg ze tevens een zetel in het nationaal partijbestuur van de Volksunie. In oktober 1970 werd ze een eerste maal verkozen en kreeg ze een mandaat als gemeenteraadslid van Sint-Niklaas, een functie die ze zou bekleden tot in 2010. Van 1989 tot 1994 was Maes er schepen van Cultuur, Onderwijs, Landbouw, Ontwikkelingssamenwerking, Emancipatie en Jeugd in een college met socialisten, liberalen en de Volksunie onder leiding van burgemeester Freddy Willockx en diens opvolger Hunfred Schoeters.
In november 1971 kwam ze opnieuw op bij de federale verkiezingen. Haar partij slaagde er (onverwachts) in om twee van de vier Kamerzetels in Sint-Niklaas binnen te halen, waardoor Maes samen met Maurits Coppieters verkozen werd. Per vergissing bleek enkele dagen later, het ministerie van Binnenlandse Zaken had zich misrekend. Ze stond evenwel ook als eerste opvolger op de lijst en Coppieters stond zijn zetel aan haar af om provinciaal senator te worden. Van november 1971 tot december 1978 zetelde Maes in de Kamer van volksvertegenwoordigers, waar ze zetelde in de commissies Cultuur (1971-1978), Leefmilieu (1971-1973), Buitenlandse Handel (1974-1976), Tewerkstelling en Arbeid (1974-1978) en Economische Zaken (1976-1978). In de periode december 1971-december 1978 had ze als gevolg van het toen bestaande dubbelmandaat ook zitting in de Cultuurraad voor de Nederlandse Cultuurgemeenschap, die op 7 december 1971 werd geïnstalleerd en de verre voorloper is van het Vlaams Parlement. Daar was Maes lid van de commissies Onderwijs (1972-1974), Jeugdbeleid, Permanente Vorming en Sport (1974-1978) en Buitenlands Cultuurbeleid (1976-1978). Bij de verkiezingen van december 1978 raakte Maes niet meer herkozen.
Binnen de Volksunie was Maes voorzitster van de werkgroep Onderwijs en van 1996 tot 2000 was ze ondervoorzitter van de partij onder voorzitters Bert Anciaux en Patrik Vankrunkelsven. Ook werd ze in 1979 lid van de Nationale Schoolpactcommissie, was ze bestuurslid van het Centrum Man-Vrouw en Gezin in Sint-Niklaas en in 1974 een van de initiatiefnemers van de Federatie van Vlaamse Vrouwengroepen, in 2006 herdoopt tot het Forum van Vlaamse Vrouwen. Tevens werd ze voorzitster van het Vlaams Internationaal Centrum, een Vlaams-nationalistische ngo voor ontwikkelingssamenwerking die ze in 1976 mee had opgericht, bestuurslid van de Vlaamse Vereniging voor Opleidingsprogramma's in het buitenland en van 1976 tot 1983 lid van de Gewestelijke Economische Raad voor Vlaanderen. Om haar linkse opstelling rond thema's als wapenhandel, onderwijs, gezin en ontwikkelingssamenwerking en haar inzet voor de vrouwenemancipatie kreeg ze de bijnaam "rooie Nel". In 1990 was ze het enige parlementslid in de Volksunie-fractie die voor de depenalisering van abortus stemde, vanuit haar consequente strijd voor de zelfbeschikking van vrouwen inzake studeren, werk en seksualiteit
Eind 1981 werd ze gecoöpteerd in de Senaat, waar ze tot 1985 zetelde in commissies Onderwijs en Wetenschap en Economische Aangelegenheden, en in november 1985 werd ze opnieuw verkozen in de Kamer van volksvertegenwoordigers, waar ze van 1985 tot 1991 secretaris was en deel uitmaakte van de commissies Opvoeding, Wetenschapsbeleid en Cultuur (1985-1989), Buitenlandse Betrekkingen (1986-1987 en 1989-1991) en Landbouw en Middenstand (1986-1987). Vanaf december 1985 tot november 1991 was ze lid van de Vlaamse Raad, de opvolger van de Cultuurraad en de voorloper van het huidige Vlaams Parlement. In de Vlaamse Raad was ze van 1985 tot 1986 lid en van 1986 tot 1987 secretaris van de commissie Cultuur en van 1988 tot 1989 secretaris en van 1989 tot 1991 lid van de commissie Onderwijs en Vorming. 
In november 1991 raakte Maes niet herkozen in de Kamer en werd ze aangesteld als provinciaal senator voor Oost-Vlaanderen, dit bleef ze tot in mei 1995. In de Senaat was ze van 1992 tot 1995 lid van de commissie Buitenlandse Betrekkingen en van 1993 tot 1995 lid van de commissie Buitenlandse Handel. In mei 1995 werd Maes voor het kiesarrondissement Dendermonde-Sint-Niklaas verkozen in het eerste rechtstreeks gekozen Vlaams Parlement, waar ze tot in oktober 1998 bleef zetelen en zitting had in de commissie Cultuur en Sport en de werkgroep Gelijke Kansen voor Mannen en Vrouwen. In oktober 1998 volgde Maes Jaak Vandemeulebroucke op in het Europees Parlement. In de negen maanden voor de Europese verkiezingen van juni 1999 wist ze naam te maken door de door corruptieschandalen geteisterde Europese Commissie mee tot ontslag te dwingen. In juni 1999 werd Maes vanop de tweede plaats van de VU-ID-lijst herkozen in het Europees Parlement, waar ze tot in juni 2004 zou zetelen. Van 1998 tot 1999 zetelde er in de commissie Werkgelegenheid en Sociale Zaken, in 1999 in de commissie Ontwikkelingssamenwerking, van 1999 tot 2002 in de commissie Industrie, Externe Handel, Onderzoek en Energie en van 2002 tot 2004 in de commissie Regionaal Beleid, Vervoer en Toerisme. Daarnaast was ze van 1999 tot 2004 ondervoorzitter van de fractie De Groenen/Vrije Europese Alliantie.
Op 20 juni 2000 werd ze in de plenaire vergadering van het Vlaams Parlement gehuldigd voor haar 25 jaar parlementair mandaat. Als Volksunie-parlementslid ijverde ze niet alleen voor de erkenning van de rechten van Vlamingen in de Belgische administratie en de faciliteitengemeenten of Vlaamse autonomie op het vlak van onderwijs en een zelfstandig Vlaams Parlement, maar vroeg ze ook aandacht voor milieuthema's en een goede ruimtelijke ordening. Op internationaal vlak nam Maes een pacifistische houding aan door te betogen tegen de oorlog in Vietnam in de jaren 1970 en de kernwapenwedloop in Europa in de jaren 1980 en steunde ze het zelfbeschikkingsrecht voor volkeren en regio's in Europa en daarbuiten, waarbij ze het opnam voor de rechten van Palestijnen en zwarte Zuid-Afrikanen, waarbij ze in botsing kwam met de verdedigers van het Zuid-Afrikaanse apartheidsregime in haar partij. 

### Spirit, Vl.Pro en SLP
Na de ontbinding van de Volksunie in 2001, koos zij voor het links-liberale spirit, later VlaamsProgressieven en SLP geheten. Van 19 november tot 13 december 2008 was zij interim-voorzitster van de partij, als opvolgster van de in opspraak geraakte Bettina Geysen. Van 2004 tot 2009 was zij voorzitster van de EVA, een Europees samenwerkingsverband van separatistische en regionalistische partijen, en in 2005 werd zij benoemd tot voorzitster van het door het Vlaams Parlement opgerichte Vlaams Vredesinstituut, wat ze bleef tot in 2015. In 2011 werd ze tevens bestuurslid-secretaris van het Algemeen-Nederlands Verbond, waarvan ze van 2014 tot 2019 voorzitter was.

### Na de politiek
In januari 2010 verliet ze de actieve politiek en leverde ze haar mandaat als gemeenteraadslid in. Haar zus Katrien Maes werd ook politiek actief, ze stond ze bij de lokale verkiezingen van 2012 op de 27e plaats op de kartellijst sp.a-Groen te Sint-Niklaas.
Tijdens de Vredefeesten van 2021 kreeg Maes de eerste Vredeprijs toegekend, als voormalig voorzitster van het Vlaams Vredesinstituut.
Bij de Europese verkiezingen van juni 2024 duwde ze de lijst van Voor U. Ze deed dit als sympathisant van de progressieve en Vlaamsgezinde partij Vista, dat onderdeel is van Voor U.